# Jakub Myszor
Jakub Myszor (Tychy, 2002. június 7. –) lengyel korosztályos válogatott labdarúgó, a Cracovia középpályása.

## Pályafutása

### Klubcsapatokban
Myszor a lengyelországi Tychy városában született. Az ifjúsági pályafutását a GTS Bojszowy, a MOSM Tychy és a Stadion Śląski Chorzów csapatában kezdte, majd a Cracovia akadémiájánál folytatta.
2020-ban mutatkozott be a Cracovia első osztályban szereplő felnőtt keretében. Először a 2021. május 16-ai, Warta Poznań ellen 1–0-ra elvesztett mérkőzés 64. percében, Daniel Pik cseréjeként lépett pályára. Első gólját 2021. október 17-én, szintén a Warta Poznań ellen hazai pályán 2–0-ra megnyert találkozón szerezte meg.

### A válogatottban
Myszor az U20-as és az U21-es korosztályú válogatottakban is képviselte Lengyelországot.
2022-ben debütált az U21-es válogatottban. Először a 2022. június 2-ai, San Marino ellen 5–0-ra megnyert mérkőzés 61. percében, Kacper Kozłowskit váltva lépett pályára.

## Statisztikák
2023. május 20. szerint
| Klub     | Szezon   | Osztály     | Bajnokság | Bajnokság | Kupa és Ligakupa | Kupa és Ligakupa | Nemzetközi | Nemzetközi | Összesen | Összesen |
| Klub     | Szezon   | Osztály     | Meccs     | Gól       | Meccs            | Gól              | Meccs      | Gól        | Meccs    | Gól      |
| -------- | -------- | ----------- | --------- | --------- | ---------------- | ---------------- | ---------- | ---------- | -------- | -------- |
| Cracovia | 2020–21  | Ekstraklasa | 1         | 0         | 0                | 0                | —          | —          | 1        | 0        |
| Cracovia | 2021–22  | Ekstraklasa | 26        | 3         | 1                | 0                | —          | —          | 27       | 3        |
| Cracovia | 2022–23  | Ekstraklasa | 20        | 2         | 2                | 0                | —          | —          | 22       | 2        |
| Összesen | Összesen | Összesen    | 47        | 5         | 3                | 0                | 0          | 0          | 50       | 5        |